# کیلیکیه

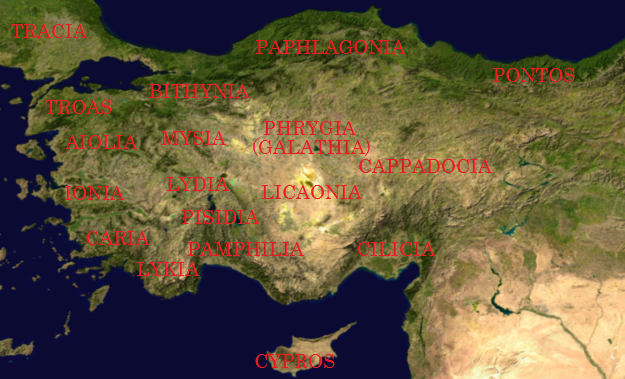
جایگاه کیلیکیه

کیلیکیه، کیلیکیا یا قیلیقیا (به ارمنی: Կիլիկիա)، (به یونانی: Κιλικία)، (به ترکی استانبولی: Kilikya) نام منطقه‌ای در جنوب شبه‌جزیرهٔ آناتولی می‌باشد که امروزه چوکوروا خوانده می‌شود. کیلیکیه در جنوب خاوری در آسیای کوچک در ترکیه کنونی، و در شمال و شمال خاوری قبرس واقع شده و نزدیک به یک‌سوم خاک آناتولی را در بر می‌گیرند. این سرزمین را ارمنستان کوچک نیز خوانده‌اند. در منابع اسلامی از این منطقه با نام قالوقیه یاد شده‌است.
مردمان کیلیکیه به زبان لووی سخن می‌گفته‌اند.

## شناخت
کیلیکیه (Cilicia) منطقه ای است قدیمی در جنوب شرقی آسیای صغیر که تا امتداد ساحل مدیترانه، جنوب کوه‌های توروس، گسترش داشته‌است. در ۱۰۸۰ پرنس‌نشین مستقل ارمنی بود. در ۱۱۹۸ پادشاهی ارمنستان را تشکیل داد. در قرن پانزدهم به دست ترک‌ها فتح شد. در ۱۹۰۹ صحنه قتل‌عام ارامنه بود. به عنوان یک منطقه جدید در ترکیه، ارمنستان کوچک هم خوانده می‌شود و شامل استان‌های ایچل و ماراش است.

## تاریخچه
نخستین نشانه‌های زیست انسان در کیلیکیه به دورهٔ نوسنگی بازمی‌گردد. نام کیلیکیه‌ای‌ها در نوشته‌های آشوری به گونهٔ خیلیک‌کو آمده و در آغاز هزاره یکم پیش از میلاد یکی از چهار قدرت آسیای باختری بوده‌اند.
در زمان هخامنشیان کیلیکیه به دست کوروش بزرگ گشوده‌شد و به گونهٔ یک ساتراپی درآمد. اسکندر مقدونی طی نبرد ایسوس برآن سرزمین دست یازید. در دورهٔ سلوکیان اینجا میدان درگیری جانشینان اسکندر بود و سرانجام دولت سلوکی توانست کنترل بخش خاوری کیلیکیه را نگاه‌دارد. سپس جمهوری روم در راستای پیشروی در آسیا بر آن سامان چیره شد.
در کشاکش جنگ‌های صلیبی کیلیکیه زیر فرمان پادشاهی ارمنی کیلیکیه گردانده می‌شد. عثمانیان در سده ۱۵ (میلادی) بر بخش‌های عمده‌ای از کیلیکیه دست یافتند ولی بخش‌هایی از این سرزمین تا ۱۵۱۵ (میلادی) استقلال خود را نگاه داشتند.
در ۱۹۱۹ فرانسویان کیلیکیه را اشغال کردند ولی با تشکیل جمهوری ترکیه و به موجب پیمان لوزان این سرزمین به ترکیه واگذار شد و سه استان مرسین، آدانا و عثمانیه جایگزین کیلیکیه گردیدند.